# Аргужа
Аргужа (баш. Арғужа) — башкирская народная песня, узун-кюй, драматическая историческая песня о потере Родины. Как и ряд других башкирских песен, песня содержит географический аспект — отсылку к озеру Аргази, впоследстии подтопленным и ставшим водохранилищем.

## История
В 1860-70 гг. жил батыр по имени Шарафетдин Василов, который вел борьбу против заводчиков, захватившие башкирские земли. Однажды Шарафетдин со своими друзьями напал на Кыштымский завод и ограбил одного бая. После власти за ним начали охотиться, он был вынужден скрываться от них в долинах реки Миасс и озера Аргужа. Шарафетдина поймали и сослали в Сибирь, откуда он сбежал и вторично отправлен, откуда больше не вернулся.
Тухватом Муратом написана историческая повесть «Шәрәфи ҡасҡын» («Шарафи-беглец»), которая была создана по мотивам песни. Произведение не сохранилось, предположительно уничтожено органами НКВД. Наряду с произведениями Мухаметши Бурангулова было запрещено и нереабилиторвано до сих пор.
Песня в репертуаре Абдуллы Султанова, Гаты Сулейманова, Гали Хамзина и других.
Согласно Закону Республики Башкортостан о нематериальном культурном наследии запатентована в списке 100 башкирских песен в Роспатенте.
Текст песни носит драматический печальный характер, горечь от падения Родины (заселение русскими Южного Урала приведшее к потере хозяйственного уклада башкир), осиротении (башкиры стали сиротами на родной земле). Без осмысливания автор песни причиной видит запрет писать имена на камнях, который он нарушил.

## Текст
| Башкирский | Русский |
| --- | --- |
| Арғужа ла буйы, ай, һары тал, Юнып ҡына алған уҡ кеүек. Уйлаған да уйҙар, ай, юҡ кеүек, Эскенәйем яна ут кеүек. Арғужа ла буйлап йөрөгәнемдә, Ятып ҡалды ҡайыш дилбегәм. Дилбегәм дә өсөн ҡайғырмайым - Ятып ҡалды тыуған илгенәм. Арғужа ла буйлап йөрөгәнемдә Исемемде яҙҙым ташына… Ағай ҙа эне һүҙен тыңламайса, Еттем, буғай, ғәзиз башыма…. | Вдоль Аргужи(Аргази), пожелтевшая ива, Как выструганная стрела. Осмысленных мыслей, нет, Горит все у меня внутри. Вдоль Аргужи ходил когда-то, Лежать осталась там моя сбруя. Из-за сбруи не горюю - Лежать осталась Родина моя. Вдоль Аргужи ходил когда-то, Имя свое написал на камне…. Брата и матери слов не послушав, Осиротел на свою единственную голову… (ғәзиз в значении единственное что есть) |